# Phenacoccus matricariae
Phenacoccus matricariae är en insektsart som beskrevs av Savescu 1984. Phenacoccus matricariae ingår i släktet Phenacoccus och familjen ullsköldlöss.
Artens utbredningsområde är Rumänien. Inga underarter finns listade i Catalogue of Life.